# Ütő Endre (díszlettervező)
Ütő Endre (Nagykanizsa, 1903. szeptember 11.– Budapest, 1978. december 13.) magyar színész, díszlettervező.

## Élete
Ütő László posta és távirda tiszt és Bontz Zomilla fiaként született, iskoláit szülővárosában végezte. A budapesti Iparművészeti Főiskolán tanult, majd a Színművészeti Akadémián szerzett oklevelet 1925-ben, ekkor a Pécsi Nemzeti Színház társulatának lett tagja. Itt a Hamlet Horatiója, a Bánk bán Ottója és a Noszty fiú Bubenyikja szerepében aratott sikereket. Különböző vidéki színházaknál díszletfestő is volt, majd 1930-ben Horváth Árpád  felkérésére a kassai színház díszlettervezője lett, évente csaknem negyven színpadképet alkotott. Több romániai és csehszlovák városban is dolgozott. Időközben az első színes linóleumplakátot is ő készítette el a Pécsi Nemzeti Színház részére. 1945-től Pécsett, majd 1951-től a Miskolci Nemzeti Színháznál dolgozott, majdnem az összes színpadi műfajban közreműködött. Színpadképeit megragadó festőiség jellemezte. 1967-ben vonult nyugdíjba, ekkor a Miskolci Nemzeti Színház örökös tagjává választották. Pályája során közel ezer díszletet tervezett, és mintegy 150 szerepet játszott. 1978-ban hunyt el Budapesten.
Felesége Eörsi Mária színésznő volt.

## Főbb színházi munkái
- Erich Kästner: Három ember a hóban (1935)
- Lope de Vega: A kertész kutyája (1949)
- Kornejcsuk: Ukrajna sztyeppéin (1953)
- Molnár Ferenc: Olympia (1957)
- Gorkij: Jegor Bulicsov (1961)
- Gorkij: Vassza Zseleznova (1961)
- Heltai Jenő: A néma levente (1962)
- Gorkij: Éjjeli menedékhely (1965)
- Gyárfás Miklós: Johanna éjszakája (1966)
- Szophoklész: Antigoné
- Gáspár Margit: Hamletnek nincs igaza